# Luthenay-Uxeloup
Luthenay-Uxeloup é uma comuna francesa na região administrativa de Borgonha-Franco-Condado, no departamento Nièvre. Estende-se por uma área de 37,43 km². Em 2010 a comuna tinha 629 habitantes (densidade: 16,8 hab./km²).